# 宣纸

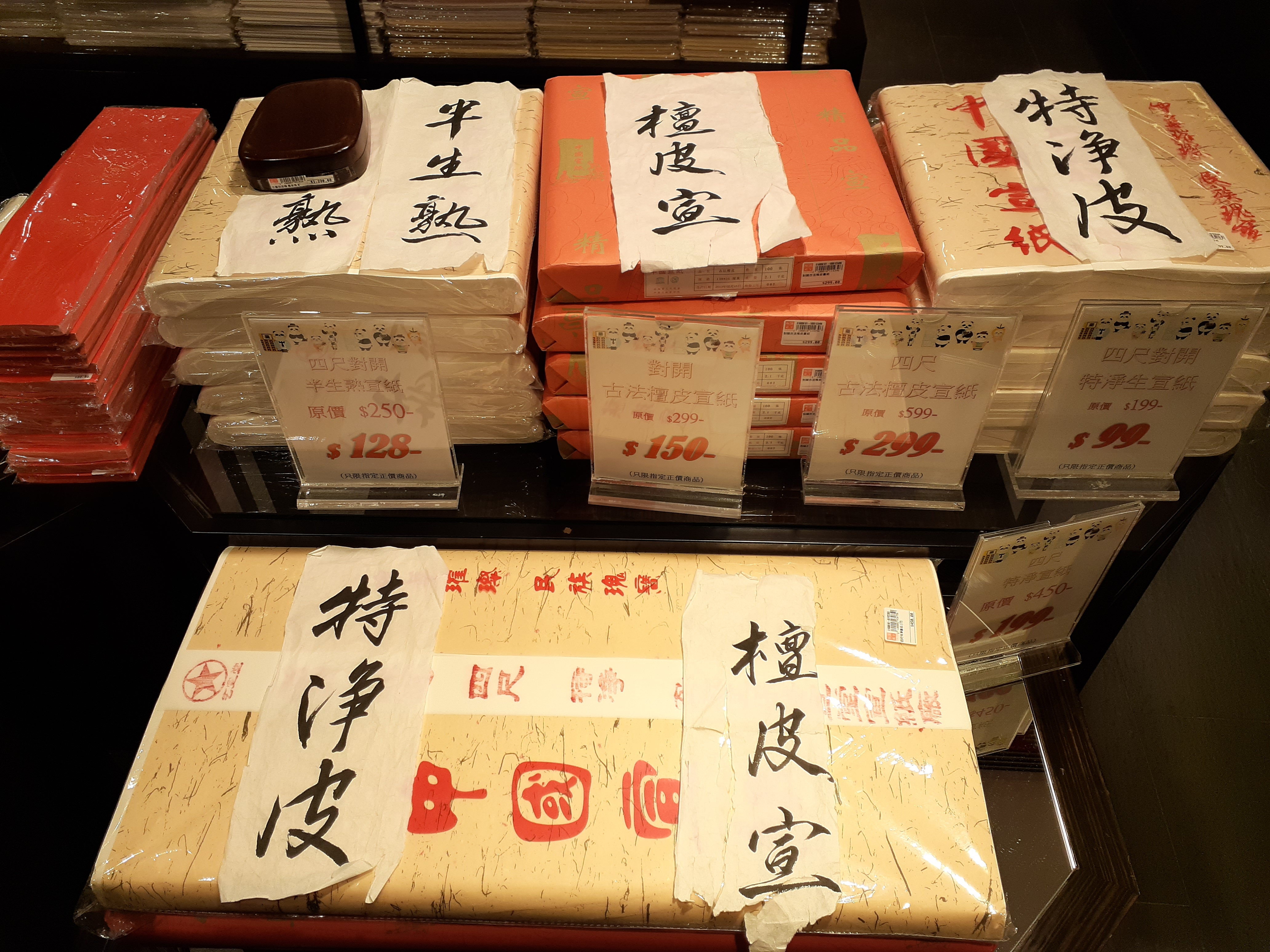
宣紙

宣紙又名涇縣紙，原出產於安徽省宣城涇縣，以府治宣城为名，故称“宣纸”。宣纸是一種主要供中國毛筆書畫以及裝裱、拓片、水印等使用的高級藝術用紙張。宣紙擁有良好的吸墨性、耐久性、不變形性以及抗蟲性能，是中國紙的代表品種。宣纸起于唐代，历代相沿，由于宣纸有易于保存，经久不脆，不会褪色等特点，故有“纸寿千年”之誉。
宣纸为中国地理标志产品，保护范围是安徽省泾县。

## 簡史

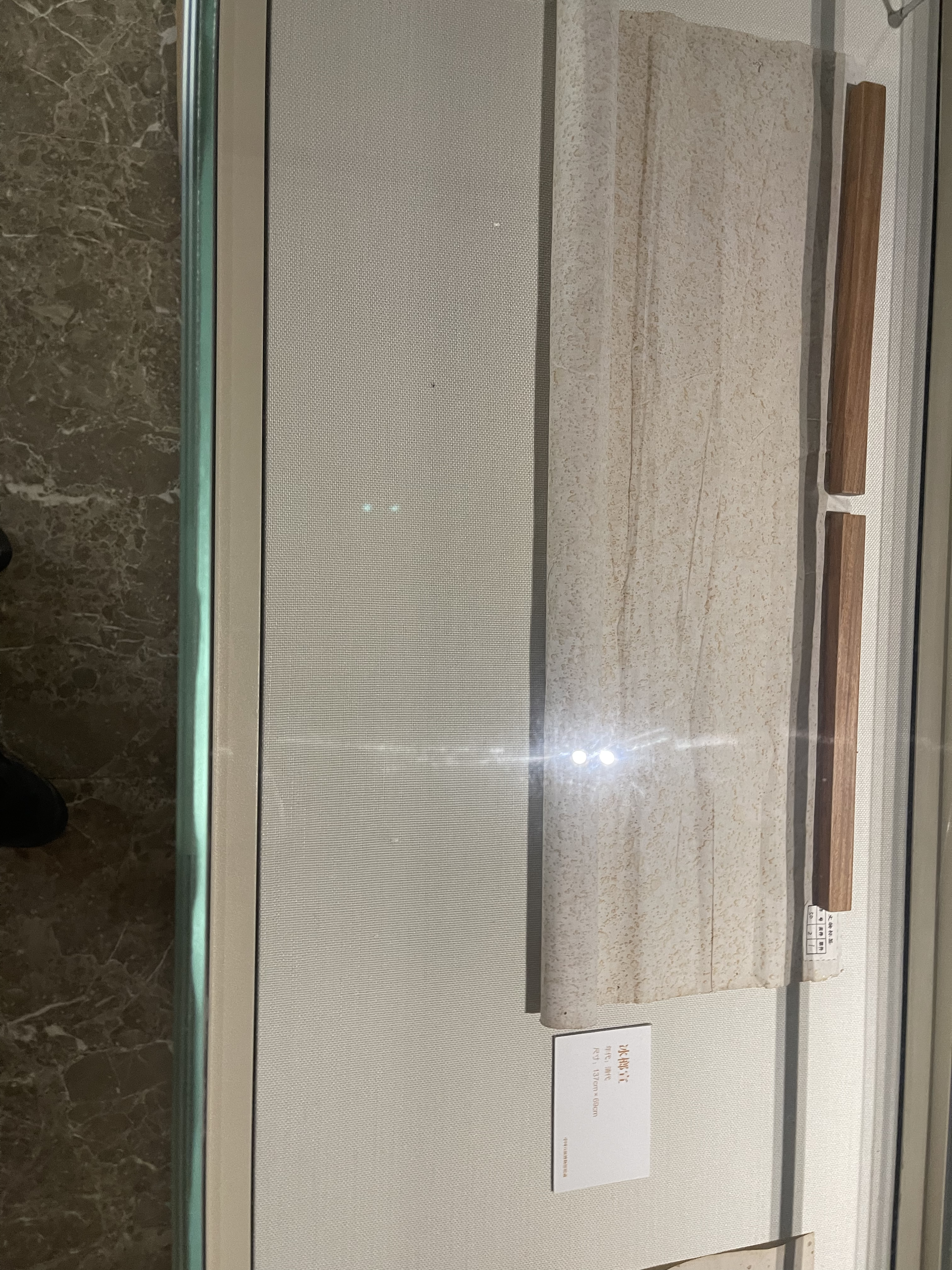
中国宣纸博物馆文物

### 傳說
傳說東漢時宣州人孔丹從蔡倫處習得造紙術。孔丹返鄉，意欲為恩師畫像，然而造紙材料難覓。偶遇青檀倒伏入水，樹皮散成絲綹，潔白如雪。孔丹心有所感，創立檀皮紙。此後凡古法宣紙，祇用檀皮、不加稻草者，皆稱作“丹紙”。

### 早期歷史
宣紙可考的歷史可以上溯到唐代。《新唐書》中提到宣州出產貢紙，《歷代名畫記》直接使用了宣紙這個名詞。宋代造紙行業發達，宣州一帶所製的紙張影響力日益擴大。根據故宮現存的南宋畫作判斷，當時已經有畫院畫師使用宣州紙。但是難以證明此時造紙已經使用了青檀，故而被一些學者認為尚且不能歸為真正的宣紙，衹是宣州所產的優良書畫紙。同時，宣州、徽州、池州等地造紙業逐漸集中到涇縣。但是因為紙張交易的集散地仍然在宣州，習慣上還是統稱宣紙。

### 發展與興盛
宋代末年，曹大三率領族人遷徙至涇縣小嶺村避難。曹大三改進工藝，用青檀造紙，並傳授族人以此謀生。此後七百餘年間，時世盛衰，但是宣紙的核心工藝一直祇被曹氏族人掌握。附近的宣城、太平等地也生產類似的書畫用紙，原料以及工藝有所不及。

## 特性
宣紙具有諸多優良特性：易于保存，经久不脆，不会褪色等特点，故有“纸寿千年”之誉。原料中的青檀樹皮被認為是宣紙特性的關鍵。

## 分类
宣紙可以按照如下幾種方法分類。

### 加工方法
- 原紙：即在宣紙經過烘焙工藝、紙張特性固定之後，不再調整，完整保留紙張原本面貌，僅僅加以剪裁。
- 再加工紙：凡是在剪裁之外進行任何加工，均可以稱作再加工紙。包括印刷、過礬、打磨等各種改變紙性和外觀的工藝。再加工紙不僅由涇縣本地出產，也在其他地域利用原紙生產，種類繁多，各有特色。

### 墨跡擴散性能
可分为熟宣、半熟宣、生宣三种。熟宣是加工时用明矾等涂过，故纸质较生宣为硬，吸水能力弱，使得使用时墨和色不会洇散开来。因此特性，使得熟宣宜于绘工笔画而非水墨写意画。其缺点是久藏会出现“漏矾”或脆裂。熟宣可再加工，珊瑚、云母笺、冷金、洒金、蜡生金花罗纹、桃红虎皮等皆为由熟宣再加工的花色纸。生宣则吸水力强。用淡墨水写时，墨水容易渗入，化开。用浓墨水写则相对容易。故创作书画时，需要掌握好墨的浓淡程度，方可得心应手。而生宣的品类则有夹贡、玉版、净皮、单宣、棉连等。半熟宣也是从生宣加工而成，吸水能力界乎前两者之间，“玉版宣”即属此一类。

### 原料配比
- 棉紙：紙張原料中青檀樹皮含量在40%左右，質地輕薄，不耐揉搓，可用於書寫，不適於需要反覆點染的繪畫。
- 淨皮：紙張原料中青檀樹皮含量在60%以上，較為堅韌。國畫家通常選用皮紙或者更高等級的宣紙。
- 特淨：紙張原料中青檀樹皮含量在80%以上，韌性極佳，能夠格外分明地呈現墨色層次，是最高級的宣紙。

## 原料
宣纸的选料和其原产地泾县的地理有十分密切的关系。因青檀是当地主要的树种之一，故青檀树皮便成为了宣纸的主要原料。而当地又种植水稻，大量的稻草便也成为了原料之一。泾县更伴青弋江和新安江，这三点便为泾县的宣纸产业打下基础。至宋、元之后，原料中又添加了楮、桑、竹、麻，以后扩大到十余种。经过浸泡、灰掩、蒸煮、漂白、打浆、水捞、加胶、贴洪等十八道工序，历经一年方可制成。

## 制作过程

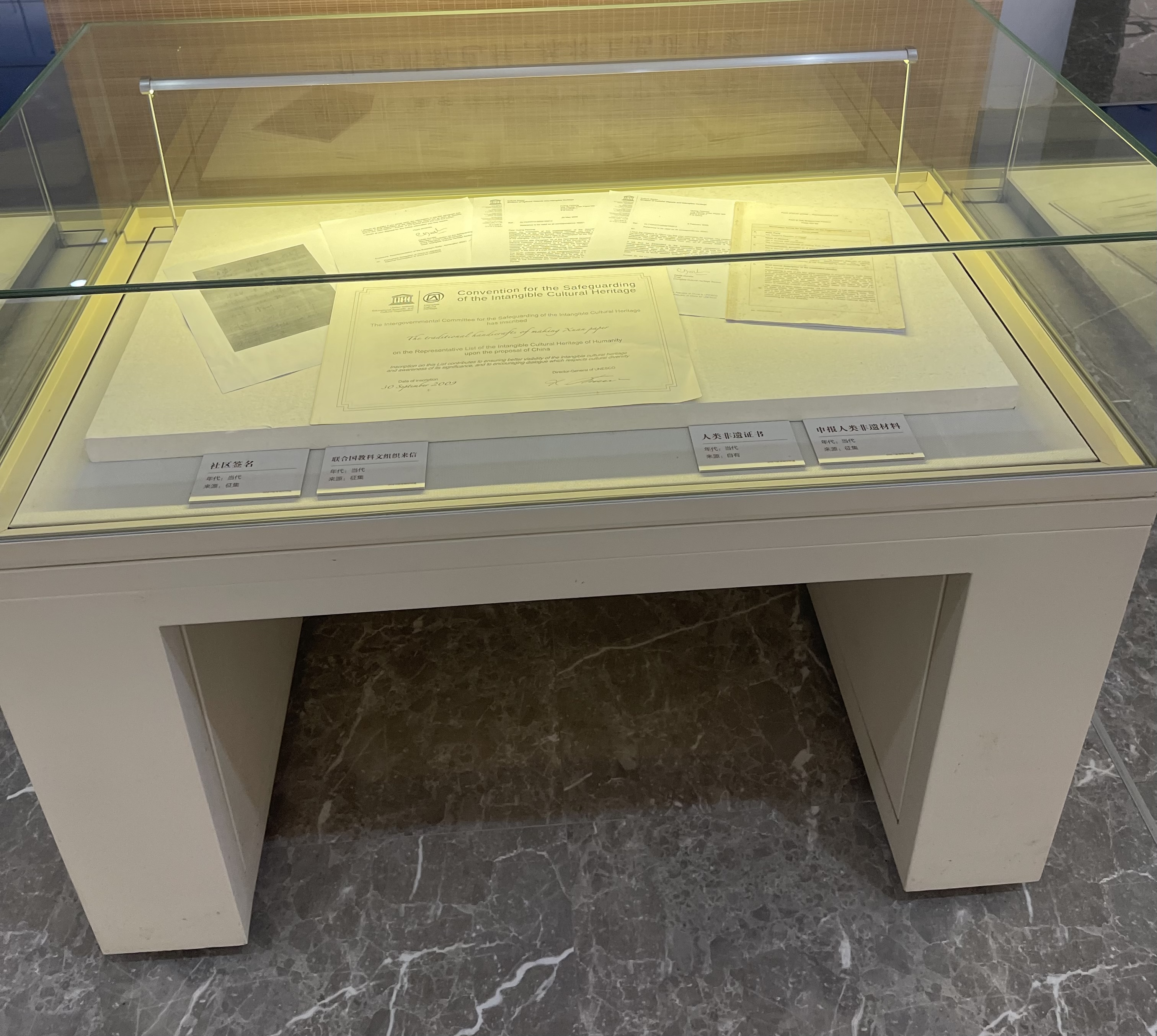
联合国教科文组织来信

宣纸的制作工序大致可分为十八道，如果细分，则可超过百道。其中有保密工序，不为外人所知。伐条宣纸的传统做法是，将青檀树的枝条先蒸，再浸泡，然后剥皮，晒干后，加入石灰与纯碱（或草碱）再蒸，去其杂质，洗涤后，将其撕成细条，晾在朝阳之地，经过日晒雨淋会变白。然后将细条打浆入胶：把加工后的皮料与草料分别进行打浆，并加入植物胶（如杨桃藤汁）充分搅匀，用竹帘抄成纸，再刷到炕上烤干、剪裁后整理成张。宣纸的每个制作过程所用的工具皆十分讲究。如捞纸用的竹帘，就需要用到纹理直，骨节长，质地疏松的苦竹。宣纸的选料同样非常讲究。青檀树皮以两年以上生的枝条为佳，稻草一般采用砂田里长的稻草（其木素和灰分含量比普通泥田生长的稻草低）。